# Heartbound
Heartbound ist das Debütalbum der australischen Post-Hardcore-Band Dream On, Dreamer. Es erschien am 3. August 2011 in Japan (Triple Vision Entertainment), zwei Tage später in Australien (UNFD) und in den Vereinigten Staaten, sowie in Europa am 9. August 2011 über Rise Records.
Produziert wurde das Album von Cameron Mizell, welcher auch für Memphis May Fire, Sleeping with Sirens und A Skylit Drive zusammenarbeitete. Zu dem Album erschien eine einzige Singleauskopplung.

## Promotion
Zum Album erschien mit Downfall am 5. Juli 2011 eine Singleauskopplung. Ein Musikvideo wurde später ebenfalls gedreht. In der letzten Juliwoche wurde über The Music das Lied Come Home True Love veröffentlicht, jedoch gilt dieser Song nicht als eine offizielle Single.
Insgesamt beinhaltet Heartbound zehn Stücke, darunter auch To the Lost, bei dem Matthew Wright – welcher zu dieser Zeit bei The Getaway Plan spielte – als Gastsänger zu hören ist. Am 30. November 2012 wurde das Album mit zwei zusätzlichen Liedern, sowie einer Musik-DVD. Auf dieser ist eine einstündige Tourdokumentation, sowie die Musikvideos zu den beiden Bonusliedern Midnight Thoughts und A Thousand Miles zu finden. Auch wurde das Artwork erweitert und die Songtexte wurden mit Beschreibungen über die jeweilige Thematik der Stücke ausgestattet.
Um für das Album zu werben, spielte die Gruppen mehrere Konzertreisen. Im Juli 2011 wurde die Gruppe eingeladen als Vorband für Avenged Sevenfold in Australien zu spielen, nachdem die eigentliche Supportband, Sevendust, wenige Wochen vor Tourstart von der Tournee gestrichen wurde. Im Oktober spielte die Gruppe eine weitere Tournee durch Australien und durch Neuseeland, dieses Mal als Vorgruppe für The Devil Wears Prada und We Came as Romans, wobei die Band in Neuseeland von Saving Grace unterstützt wurde. Vor dieser Australientour, war die Band erstmals in Europa zu sehen. Dieses Mal war die Band Vorband für The Color Morale und Memphis May Fire. Die Auftritte fanden in Belgien, Deutschland, Frankreich, im Vereinigten Königreich, Italien, Österreich und in den Niederlanden statt.
Im Januar und Februar 2012 war die Gruppe als Vorband für Attack Attack! auf deren US-Konzertreise zu sehen. Weitere Supportgruppen auf dieser Tournee waren Sleeping with Sirens, The Ghost Inside und Chunk! No, Captain Chunk!. Im Februar und März 2012 spielte Dream On, Dreamer erstmals auf dem Soundwave Festival. Zudem gab die Gruppe zwei Sideshows mit Underoath. Im August und September 2012 war die Gruppe Headliner der Homebound-Tour, die von In Hearts Wake, Hand of Mercy und Like Moths to Flames als Vorgruppen begleitet wurde. Abschließend spielte die Band von Mitte November bis Anfang Dezember 2012 mehrere Shows im Rahmen der Mayhem Tour gemeinsam mit Make Them Suffer, Saviour und In Fear and Faith innerhalb Australiens.

## Erfolg

### Kommerziell
Heartbound platzierte sich 21. August 2011 auf Platz 38 in den australischen Albumcharts, wo es sich eine Woche lang halten konnte. Zudem wurde das Album bei den ARIA Music Awards in der Kategorie Rockalbum des Jahres nominiert. Der Award ging allerdings an die australische Rockband Front End Loader.

### Rezensionen
Bei Allschools Network erhielt Heartbound eine eher durchwachsene Kritik. Der Rezensent bemängelte, dass der selbständige Sound, den die Gruppe auf der EP Hope zelebrierte, teilweise abhandengekommen sei. Er begründete dies als eine Folge der Zusammenarbeit der Band mit dem Produzenten Cameron Mizell. Auch die Einzigartigkeit und die Genialität, die die Band zuvor ausmachte, ist bei dem Album abhandengekommen. Verglichen wird der Sound der Band mit Attack Attack!.
Bei Alter the Press! erhielt das Album ebenfalls eine eher ernüchternde Rezension. Das Album wird als durchschnittlich empfunden. Der Kritiker meint allerdings auch, dass man das Potenzial der Band bei mehrfachem Hören des Albums erkennen könnte. Brian Campbell kommt dennoch zu dem Schluss, dass das Label, bei dem die Band zwischenzeitlich unter Vertrag stand – bei Rise Records – mehrere gleich klingende Bands unter Vertrag stehen habe, die dennoch besser als Dream On, Dreamer klingen würden, was für die Musiker schlecht war.
Chris Hidden vom Rock Sound hingegen bewertete das Album positiv. Die Gruppe baue auf dem Metalcore auf und bringen eine Masse an eigenen Ideen in den Sound, welcher von elektronischer Musik und einer progressive Melodien unterstützt wird, ein.
Bei Rockfreaks erhielt Heartbound ebenfalls eine positive Kritik. Der Klargesang von Michael McLeod wird unter anderem mit Kellin Quinn (Sleeping with Sirens) und Shayley Bourget (ehemalig Of Mice & Men) verglichen. Den Sound der Band vergleicht der Kritiker mit The Amity Affliction, In Fear and Faith, A Bullet for Pretty Boy und Confide.